# Anna Rodrigues
Anna Rodrigues (nascida em Niterói no dia 14 de dezembro de 1998) é uma competidora de jiu-jitsu brasileiro. Rodrigues é campeã mundial jiu-jitsu, bicampeã do Pan-Americano da IBJJF e campeã do Campeonato Brasileiro de Jiu-Jitsu na faixa-preta.

## Carreira no grappling
Rodrigues compete nas divisões galo e pena. Atualmente, treina no Dream Art em Houston, Texas, após ter progredido nas graduações de faixas coloridas na sede do Dream Art em São Paulo.

### 2023
Rodrigues competiu no Campeonato Mundial de Jiu-Jitsu de 2023, em 3 e 4 de junho, conquistando a medalha de prata na divisão pena, após perder para Bianca Basílio na final.
Participou do Tough Roll Winter Grand Prix em 29 de junho de 2023, perdendo por decisão para Nikki Lloyd-Griffiths.
Conquistou a medalha de ouro na divisão galo do Campeonato Mundial Profissional de Jiu-Jitsu de Abu Dhabi de 2023, em 10 de novembro.

### 2024
Rodrigues competiu na segunda seletiva sul-americana do ADCC 2024, em 9 de março, vencendo o ouro na categoria até 55 kg e garantindo uma vaga no Campeonato Mundial ADCC. Em seguida, venceu o ouro na divisão galo do Abu Dhabi Grand Slam - Roma, em 14 de abril de 2024.
Estava programada para defender seu título na divisão pena contra Bianca Basílio no BJJ Stars 12, em 27 de abril de 2024. Basílio desistiu pouco antes do evento e foi substituída por Ana Schmitt, e Rodrigues venceu a luta por pontos, mantendo seu título.
Conquistou a medalha de prata na divisão pena do Campeonato Mundial da IBJJF de 2024, em 1º de junho.
Rodrigues enfrentou Adele Fornarino [en] em uma superluta no Who's Number One 24, em 20 de junho de 2024. Ela perdeu a luta por finalização.
No Campeonato Mundial ADCC 2024, em 17 e 18 de agosto, Rodrigues venceu Alex Enriquez por decisão e perdeu por decisão para Bianca Basílio, optando por não disputar o terceiro lugar e aceitando a quarta colocação.

## Resumo competitivo
Principais conquistas:
- Campeã Mundial da IBJJF (2021)
- Campeã Pan-Americana da IBJJF (2021 / 2022 / 2023)
- Campeã Europeia Aberta da IBJJF (2020 / 2022 / 2023)
- Campeã Mundial Profissional de Abu Dhabi da AJP (novembro de 2021)
- Campeã Continental Sul-Americana da AJP (2021)
- Campeã do Grand Slam da AJP, Londres (2023)
- Campeã do Grand Slam da AJP, Miami (2021)
- Campeã do Grand Slam da AJP, Rio de Janeiro (2019)
- Campeã do Grand Slam da AJP, Los Angeles (2019)
- 2º lugar no Campeonato Mundial da IBJJF (2023)
- 2º lugar no Queen of Mats da AJP (2019)

Nas faixas coloridas:
- Campeã Mundial da IBJJF (2016 azul, 2018 roxa, 2019 marrom)
- Campeã Mundial No-Gi da IBJJF (2016 azul)
- Campeã Mundial Juvenil da IBJJF (2015)
- Campeã Pan-Americana da IBJJF (2017 roxa, 2018 / 2019 marrom)
- Campeã Europeia da IBJJF (2017 roxa)
- Campeã Brasileira da CBJJ (2016 azul, 2018 roxa, 2019 marrom)
- Campeã Brasileira Juvenil da CBJJ (2014 / 2015)
- 2º lugar no Campeonato Mundial Juvenil da IBJJF (2015*)
- 3º lugar no Campeonato Mundial da IBJJF (2017 roxa)
- 3º lugar no Campeonato Pan-Americano da IBJJF (2016 azul)
- 3º lugar no Campeonato Brasileiro da CBJJ (2016 azul*)
- 3º lugar no Abu Dhabi Pro da AJP (2019)
- 3º lugar no Grand Slam da AJP, Rio de Janeiro (2018)

## Linhagem de instrutores
Carlos Gracie > Helio Gracie > Rolls Gracie > Romero Cavalcanti > Fábio Gurgel > Isaque Bahiense > Anna Rodrigues

## Ver Também
- Tainan Dalpra
- Gabi Pessanha
- Megaton Dias
- Carlos Lemos Júnior
- Carlos Gracie Jr.
- Luiza Monteiro
- Tayane Porfírio
- Gezary Matuda
- Laurence Cousin
- Guilherme Mendes